# Hans Henning Hellwege
Hans Henning Hellwege (* 18. August 1941 in Göttingen) ist ein deutscher Pädiater, emeritierter Universitätsprofessor für Kinderheilkunde der Universität Hamburg und ehemaliger Leiter der Kinder-Intensivstation der Kinderklinik der Universitätsklinik Hamburg-Eppendorf (UKE).

## Leben
Hans Henning Hellwege wurde in Göttingen geboren und besuchte in Darmstadt die Schule. Nach dem 1959 absolvierten Abitur und einigen Semestern Physikstudiums an der Universität Kiel absolvierte Hellwege von 1961 bis 1967 ein Medizinstudium an der Universität Hamburg, das er 1968 mit dem Staatsexamen abschloss. Ebenfalls an der Universität Hamburg promovierte Hellwege 1968/69 zum Doktor der Medizin. Ebenda habilitierte er sich, gefördert von der Deutschen Forschungsgemeinschaft DFG auf einer wissenschaftlichen Assistentenstelle im Jahr 1980 mit einem Thema der Kinderheilkunde.
1977 erfolgte die Ernennung Hennings zum Facharzt für Kinderheilkunde an der Kinderklinik der Universitätsklinik Hamburg-Eppendorf (UKE), 1978 die Beförderung zum Oberarzt dortselbst.
1982 erhielt Hellwege den Ruf als Ordinarius für Kinderheilkunde an die Universität Hamburg, verbunden mit der Position des Leiters der Sektion Neonatologie und Pädiatrische Intensivmedizin des Zentrums für Frauen-, Kinder- und Jugendmedizin der UKE im Rang eines leitenden Chefarztes (Leiter der Kinder-Intensivstation).
2006 wurde Hans Henning Hellwege emeritiert und im Zuge dessen vom Chefarztposten entpflichtet.

## Wissenschaftliche Veröffentlichungen (Auswahl)
- Plasma concentrations of aminoterminal pro atrial natriuretic peptide and aminoterminal pro brain natriuretic peptide in healthy neonates: marked and rapid increase after birth (Mitverfasser), in: Pediatrics 112 (2003) 4, 896–899.
- Neonatal blood plasma is less susceptible to oxidation than adult plasma owing to its higher content of bilirubin and lower content of oxidizable Fatty acids (Mitverfasser), in: Pediatric Research 53 (2003) 5, 843–849.
- Experience with basiliximab in pediatric liver graft recipients (Mitverfasser), in: Transplantation proceedings 33 (2001) 7–8, 3606–3607.